# The Rugby Championship 2025
The Rugby Championship 2025 ist die 13. Ausgabe des jährlich stattfindenden Rugby-Union-Turniers The Rugby Championship, Nachfolger des seit 1996 bestehenden Wettbewerbs Tri Nations. An sechs Wochenenden zwischen dem 16. August und dem 4. Oktober 2025 wird der Turniersieger in zwölf Spielen ermittelt. Teilnehmer sind die Nationalmannschaften von Argentinien, Australien, Neuseeland und Südafrika. Titelverteidiger ist Südafrika.
Das Spiel zwischen Argentinien und Südafrika am letzten Wochenende wird im Twickenham Stadium in London ausgetragen, genau eine Woche nach dem Finale der Frauen-Rugby-Union-Weltmeisterschaft 2025. Es wird das zweite Championship-Spiel sein, das dort ausgetragen wird, nach einer Begegnung zwischen Australien und Argentinien beim Turnier 2016.

## Tabelle
|    | Land        | Spiele | Siege | Unent. | Ndlg. | Spiel- punkte | Diff. | Bonus- punkte | Tabellen- punkte |
| -- | ----------- | ------ | ----- | ------ | ----- | ------------- | ----- | ------------- | ---------------- |
| 1. | Australien  | 1      | 1     | 0      | 0     | 38:22         | + 16  | 1             | 5                |
| 2. | Argentinien | 0      | 0     | 0      | 0     | 0:0           | ± 0   | 0             | 0                |
| 3. | Neuseeland  | 0      | 0     | 0      | 0     | 0:0           | ± 0   | 0             | 0                |
| 4. | Südafrika   | 1      | 0     | 0      | 1     | 22:38         | − 16  | 0             | 0                |

## Spiele und Ergebnisse

### Erste Runde
| 16. August 2025 17:10 SAST (UTC+2) | Südafrika | 22 : 38        | Australien | Ellis Park Stadium, Johannesburg Schiedsrichter: Ben O’Keeffe (Neuseeland) |
| 16. August 2025 17:10 SAST (UTC+2) | Versuche: Arendse 2. erh. Esterhuizen 12. n.erh. Kolisi 18. erh. Erhöhungen: Libbok (2/3) Straftritte: Libbok (1/1) 9. | (5:22) Bericht | Versuche: Pietsch 29. n.erh. Wilson (2) 43. erh., 64. erh. Joseph Suaʻaliʻi 59. erh. Jorgensen 68. erh. Wright 76. n.erh. Erhöhungen: O’Connor (4/5) | Ellis Park Stadium, Johannesburg Schiedsrichter: Ben O’Keeffe (Neuseeland) |

Anmerkung:
- Dies ist der erste Sieg der Wallabies in Johannesburg seit 1963.

| 16. August 2025 18:10 ART (UTC−3) | Argentinien | v | Neuseeland | Estadio Mario Alberto Kempes, Córdoba Schiedsrichter: Pierre Brousset (Frankreich) |
| 16. August 2025 18:10 ART (UTC−3) |             |   |            | Estadio Mario Alberto Kempes, Córdoba Schiedsrichter: Pierre Brousset (Frankreich) |

### Zweite Runde
| 23. August 2025 17:10 SAST (UTC+2) | Südafrika | v | Australien | Cape Town Stadium, Kapstadt Schiedsrichter: James Doleman (Neuseeland) |
| 23. August 2025 17:10 SAST (UTC+2) |           |   |            | Cape Town Stadium, Kapstadt Schiedsrichter: James Doleman (Neuseeland) |

| 23. August 2025 18:10 ART (UTC−3) | Argentinien | v | Neuseeland | Estadio José Amalfitani, Buenos Aires Schiedsrichter: Nic Berry (Australien) |
| 23. August 2025 18:10 ART (UTC−3) |             |   |            | Estadio José Amalfitani, Buenos Aires Schiedsrichter: Nic Berry (Australien) |

### Dritte Runde
| 6. September 2025 14:30 AEST (UTC+10) | Australien | v | Argentinien | North Queensland Stadium, Townsville Schiedsrichter: Paul Williams (Neuseeland) |
| 6. September 2025 14:30 AEST (UTC+10) |            |   |             | North Queensland Stadium, Townsville Schiedsrichter: Paul Williams (Neuseeland) |

| 6. September 2025 19:05 NZST (UTC+12) | Neuseeland | v | Südafrika | Eden Park, Auckland Schiedsrichter: Karl Dickson (England) |
| 6. September 2025 19:05 NZST (UTC+12) |            |   |           | Eden Park, Auckland Schiedsrichter: Karl Dickson (England) |

### Vierte Runde
| 13. September 2025 14:00 AEST (UTC+10) | Australien | v | Argentinien | Sydney Football Stadium, Sydney Schiedsrichter: Christophe Ridley (England) |
| 13. September 2025 14:00 AEST (UTC+10) |            |   |             | Sydney Football Stadium, Sydney Schiedsrichter: Christophe Ridley (England) |

| 13. September 2025 19:05 NZST (UTC+12) | Neuseeland | v | Südafrika | Wellington Regional Stadium, Wellington Schiedsrichter: Nika Amaschukeli (Georgien) |
| 13. September 2025 19:05 NZST (UTC+12) |            |   |           | Wellington Regional Stadium, Wellington Schiedsrichter: Nika Amaschukeli (Georgien) |

### Fünfte Runde
| 27. September 2025 17:05 NZST (UTC+10) | Neuseeland | v | Australien | Eden Park, Auckland Schiedsrichter: Andrea Piardi (Italien) |
| 27. September 2025 17:05 NZST (UTC+10) |            |   |            | Eden Park, Auckland Schiedsrichter: Andrea Piardi (Italien) |

| 27. September 2025 17:10 SAST (UTC+2) | Südafrika | v | Argentinien | Kings Park Stadium, Durban Schiedsrichter: Angus Gardner (Australien) |
| 27. September 2025 17:10 SAST (UTC+2) |           |   |             | Kings Park Stadium, Durban Schiedsrichter: Angus Gardner (Australien) |

### Sechste Runde
| 4. Oktober 2025 17:45 AWST (UTC+8) | Australien | v | Neuseeland | Perth Stadium, Perth Schiedsrichter: Matthew Carley (England) |
| 4. Oktober 2025 17:45 AWST (UTC+8) |            |   |            | Perth Stadium, Perth Schiedsrichter: Matthew Carley (England) |

| 4. Oktober 2025 14:00 WESZ (UTC+1) | Argentinien | v | Südafrika | Twickenham Stadium, London Schiedsrichter: Andrea Piardi (Italien) |
| 4. Oktober 2025 14:00 WESZ (UTC+1) |             |   |           | Twickenham Stadium, London Schiedsrichter: Andrea Piardi (Italien) |